# Pay the Ghost
Pay the Ghost (Brasil: Regresso do Mal ) é um filme estadunidense de 2015, dos gêneros drama e terror, dirigido por Uli Edel, com roteiro de Dan Kay baseado no conto "Pay the Ghost", de Tim Lebbon.

## Sinopse
O professor Mike Lawford (Nicolas Cage) busca freneticamente pelo filho Charlie após seu desaparecimento na noite do dia das bruxas.

## Elenco
- Nicolas Cage como Mike Lawford
- Sarah Wayne Callies como Kristen
- Lauren Beatty como Annie Sawquin
- Jack Fulton como Charlie
- Elizabeth Jeanne le Roux como "Mãe"
- Erin Boyes como Emily
- Alex Mallari Jr.
- Lyriq Bent como Detetive Reynolds
- Veronica Ferres como Hannah
- Juan Carlos Velis como Morales